# Mesulão de Volterra
Mesulão bem Menaém de Volterra (em hebraico: משולם בן מנחם; romaniz.: Meshullam ben Menahem; antes de 1443 - 1508), também conhecido como Mesulão de Volterra, foi um empresário judeu italiano que viajou à Palestina e comunidades judaicas vizinhas. Suas obras fornecem detalhes concisos e importantes sobre a natureza e as condições dos judeus no Império Otomano. Descendia de uma rica família judia da Toscana e viveu em Volterra. Parece que realizou negócios que envolveram empréstimos de dinheiro em sua cidade natal e em Florença por cerca de 20 anos. Em 1461, operou na casa de penhores de Arezo em parceria com seu pai Menaém, seu irmão Lázaro e Boaventura, o filho de Abraão de Siena. Além de empréstimos, Mesulão se envolveu com o comércio de pedras preciosas, vinho, óleo, grãos, lã e tecidos. Em função de sua profissão, fez extensas viagens.
Em 1481 empreendeu uma viagem ao Oriente, passando por Rodes até Alexandria, onde naquela época havia apenas sessenta famílias judias. Ali viu um manuscrito da Bíblia hebraica, que os nativos afirmavam ter sido escrita por Esdras. No Cairo, onde comprou pedras preciosas, grande honra foi dada a ele pelo naguide da cidade, o rico Salomão bem José, cujo pai também havia sido naguide, além de médico do sultão mameluco. Em 29 de julho, Mesulão chegou a Jerusalém, onde naquela época havia 250 famílias judias. Ali, ele e seu companheiro ficaram gravemente doentes. Então passou por Jafa e Damasco para Creta, onde naufragou, perdeu suas pedras preciosas e novamente ficou muito doente. Sua vida foi salva apenas pelos cuidados de um médico judeu alemão. Mesulão alcançou Veneza em outubro. Seu relato da viagem, que foi preservado em manuscrito na Laurentiana (cód. xi. 3, p. 128), foi publicado pela primeira vez por Luncz em seu "Jerusalém" (i. 166-219).